# Бичуя, Нина Леонидовна
Нина Леонидовна Бичу́я (укр. Ніна Бічуя, родилась 24 августа 1937, в Киеве) — украинский прозаик.
Окончила факультет журналистики Львовского университета. Была на журналистской работе. Работала завлитом Львовского театра юного зрителя.
В 1989—1997 — редактор газеты «Просвита».
Автор книг «Дрогобычский звездочет», «Повести», «Апрель в лодке», «Родовод», «Бенефис», «Десять слов поэта» и книг для детей — «Каникулы в Светлогорске», «Шпага Славки Беркуты» (Издательство Старого Льва , 2010) «Обычная школьная неделя». «Яблони и зёрнышко» и др. Переводила на украинский с русского, чешского и польского языков.
Вторая жена украинского прозаика Романа Иванычука. Живёт во Львове.